# Počítání času (katolické kanonické právo)
Pojednání Bedy Ctihodného o principech bohoslužebného času viz. Odpočítávání času

Další použití viz Počítání času
V kanonickém právu katolické církve je počítání času, překládané také jako výpočet času (latinsky: supputatio temporis), způsob, jakým se počítají právně stanovené časové úseky podle normy kánonů o počítání času. Aplikace zákonů často zahrnuje otázku času: zpravidla musí uplynout tři měsíce od jejich vyhlášení (promulgace), než vstoupí v platnost; některé povinnosti musí být splněny během určitého počtu dnů, týdnů nebo měsíců. Z toho vyplývá potřeba pravidel pro počítání času.
Kodexem z roku 1917 a reformovaným kodexem z roku 1983 zákonodárce formuloval tato pravidla s jasností a přesností, jakou nikdy předtím neměla.

## Rozsah a povaha pravidel
Tato pravidla platí ve všech kanonických záležitostech: univerzální nařízení, předpisy, reskripty, privilegia, soudní rozsudky; nemají však nic společného s problémy chronologie nebo s takovými otázkami, jako je určení data slavení Velikonoc.
Nejedná se o absolutní pravidla, ale je třeba se jimi řídit, pokud nejsou výslovně stanovena jiná; liturgické zákony týkající se například začátku církevního roku, slavnosti svátku, zůstávají nezměněny. Dřívější používání „času“ při odpustcích (před revizí posvátných odpustků Pavlem VI. – viz Indulgentiarum Doctrina) mělo zvláštní ustanovení v kodexu z roku 1917 (kán. 921, 922, 923, 931) a uvádí se, že v tom, co se týká plnění nebo vymáhání smluv, se mají dodržovat předpisy občanského práva, pokud nedošlo k jiné dohodě, která by tomu odporovala. Nic nebrání nižším zákonodárcům, aby přijali odlišná pravidla pro aplikaci svých vlastních zákonů, a jasně se naznačuje, že soukromé osoby samy mají stejné právo ve věcech, které závisí na jejich vůli, jako je určení, kdy má být prodaný předmět dodán, zaplacen atd.

## Užitečný a kontinuální čas
Užitečným časem se v právu rozumí čas poskytnutý k výkonu nebo uplatnění práv tak, že neběží, pokud je někomu znemožněno jeho využití z neznalosti nebo jiného důvodu.
Kontinuální čas není nijak zpožděn nebo přerušen nevědomostí nebo nemožností jednat.
Kolegia, která mají právo na jmenování do uvolněné funkce, tak mají na jeho uplatnění tři měsíce užitečné doby, což znamená, že pokud by jim bylo znemožněno např. po dobu deseti dnů se sejít k volbě, měly by na uplatnění svého práva o tolik dní více. Naopak kapituláři kapituly by měli osm dní poté, co jim bylo oznámeno uprázdnění biskupského stolce, aby zvolili kapitulního vikáře, a je stanoveno, že pokud se v této lhůtě volba neuskutečnila, ať už byl důvod jakýkoli, přecházelo toto právo na metropolitu (srov. 1917 CIC kán. 161, 432).

## Měsíce
Měsíce se počítají podle kalendáře od data vydání. „Kanonický měsíc“ (na rozdíl od „kalendářního měsíce“) je období 30 dnů, zatímco „kalendářní měsíc“ je souvislý měsíc.

## Vacatio legis
Hlavní článek: Vacatio legis
Vacatio legis se počítá podle kalendáře; například pokud je zákon vyhlášen 2. listopadu a vacatio legis je 3 měsíce, pak zákon nabývá účinnosti 2. února. Univerzální zákon má tedy vacatio legis přibližně 90 dní – 3 měsíce podle kalendáře, zatímco konkrétní zákon má vacatio legis přibližně 30 dní – 1 měsíc podle kalendáře, pokud není stanoveno jinak.

## Historie
Viz též: Právní dějiny katolické církve
Od roku 1918 do roku 1983 upravovala počítání času v latinské církvi kniha I., hlava III. Kodexu kanonického práva z roku 1917.